# Île de loisirs de Buthiers
 (janvier 2025).
L'île de Loisirs de Buthiers est une base de plein air et de loisirs située dans le département de Seine-et-Marne, à la limite des départements du Loiret et de l’Essonne, sur le territoire de la commune de Buthiers. Elle est l'une des 12 îles de loisirs de la région Île-de-France.
Elle est située à 70 km de Paris, à 25 km de Fontainebleau, à 20 km de Nemours et de Pithiviers.

## Présentation
L'Île de loisirs a été ouverte en 1977 en bordure de la forêt de Fontainebleau qui se poursuit sur son territoire de massifs de rochers et de forêt classée.
Elle s’étend sur 136 hectares au sein du parc naturel régional du Gâtinais français.
Deux entrées automobiles sont aménagés ainsi que quatre entrées piétons.

## Gestion
L'île de loisirs est, comme toutes celles d’Ile-de-France, propriété de la Région, qui la gère via un syndicat mixte (SMEAG).
Elle emploie environ 50 salariés permanents et plus d’une centaine de saisonniers pour accueillir 111 000 visiteurs par an. Les mois de juillet et août constitue le pic de visite avec 61% de la fréquentation annuelle. 7% des visiteurs résident dans une commune située à moins de 10 km de l'île et 35% proviennent de l'extérieur de l'Île-de-France.
L'accès à la base est gratuit de même que le stationnement, ainsi qu’un certain nombre d’activités. La piscine est ouverte au grand public de 10h30 à 19h en haute saison.

## Activités
- Piscine chauffée de 1 400 m² équipée d'un toboggan aquatique et de pataugeoires
- Randonnées pédestres : La base se situe dans la forêt de Fontainebleau à partir de laquelle on peut y accéder directement.
- VTT, tandems, BMX, vélos couchés, patinettes, Skate board électrique
- Parcours arboricole
- Poney-club
- Loustic Aventure (parc pour les enfants de 3 à 12 ans)
- Simulateur de glisse indoor
- Escalade sur les rochers et salle d'escalade de 25 mètres de haut
- Autres activités et jeux 
  - Course d'orientation
  - Tir à l’arc
  - Parcours aventure
  - Spider Filet
  - Catapulte
  - Tennis
  - Padel
  - Minigolf

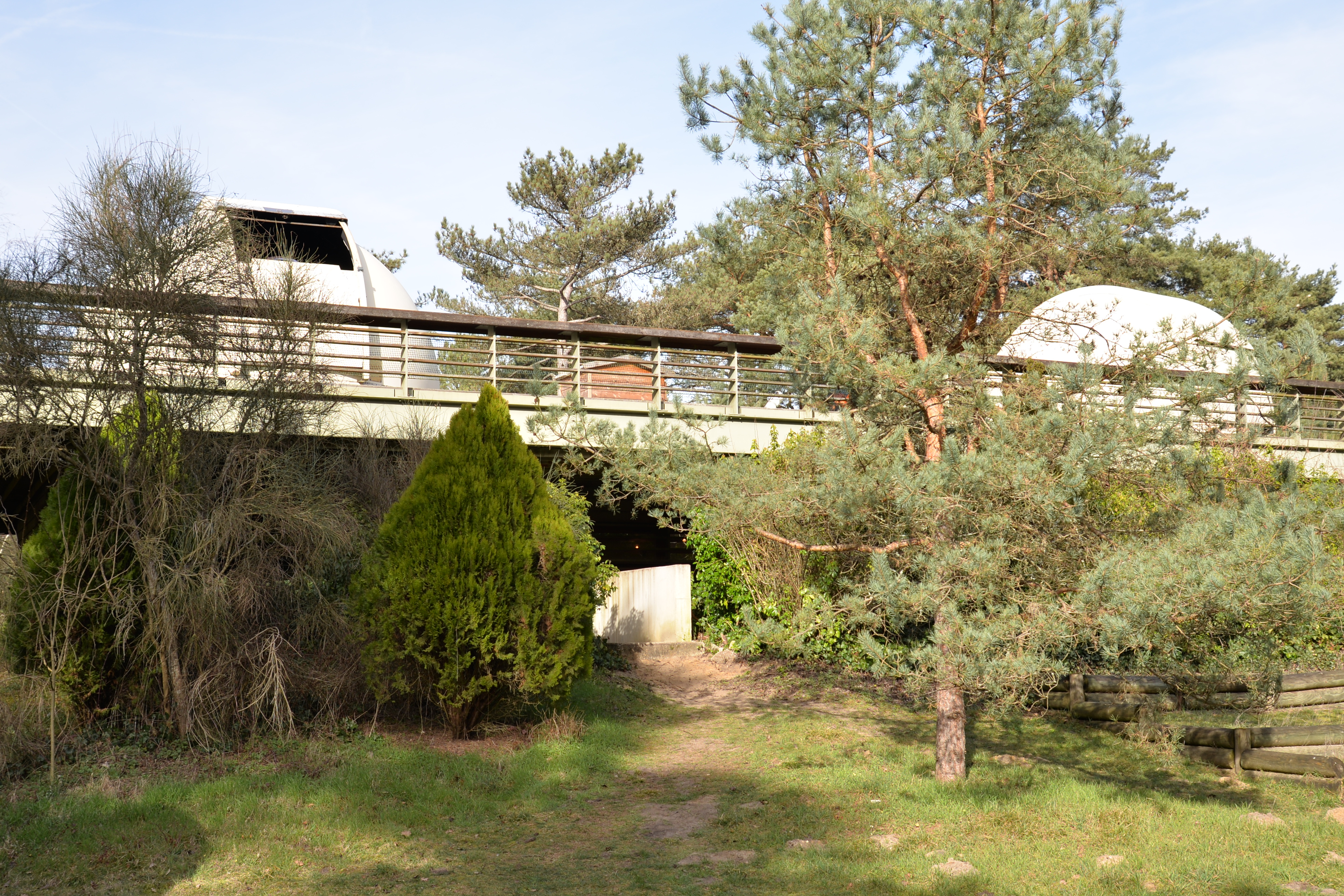
Le centre d'astronomie JMS

- Observatoire astronomique ouvert au public : le centre d'astronomie Jean-Marc Salomon

## Préservation de l'environnement
Situé à la fois dans un Parc naturel régional et dans le site classé de la forêt de Fontainebleau, la base a accordé une importance particulière à son évolution vers une gestion écologique :
- Création d'un marais de 2,4 hectares avec construction d'une "Maison de l'environnement" pour l'organisation d'un circuit de découverte de la faune et de la flore.
- Nettoyage permanent du site pour lutter contre les graffitis sur les rochers et les dépôts sauvages de déchets en forêt.
- Choix d'une signalétique et de constructions respectueuses du cadre environnant: panneaux en bois, locaux utilisant le bardage en bois et l'ardoise.
- Protection des arbres  contre les chenilles processionnaires du pin.
- Création d'une station d'épuration spécifique au site : épuration par lit bactérien pour le traitement primaire et par rhizophiltres pour le traitement secondaire (procédé "Rhisopur").
- Économie d'énergie : depuis sa reconstruction en 2005, la cafétéria du centre de loisirs est équipée de panneaux solaires et recouverte d'un toit végétal qui accroit l'isolation en hiver et permet en été de conserver l'humidité et donc la fraîcheur.